# تیم آبی (سیاست خارجه ایالات متحده)
تیم آبی یک اصطلاح غیررسمی برای گروهی از سیاستمداران و روزنامه‌نگاران در ایالات متحده است که به دلیل باورشان مبنی بر اینکه جمهوری خلق چین یک تهدید امنیتی مهم برای ایالات متحده است، متحد شده‌اند. اگرچه در برخی مسائل با حامیان دموکرات کارگری متحد هستند، اما اکثر کسانی که این اصطلاح برای آنها به کار رفته‌است محافظه کار یا نومحافظه کار هستند.. در عوض، تعداد کمی از پست‌های کلیدی را در دولت بوش اشغال کردند، در عوض تمایل داشتند برای پنتاگون، جامعه اطلاعاتی ایالات متحده، اتاق‌های فکر خصوصی و رسانه‌ها کار کنند.

## منشأ و کاربرد اصطلاح

این نام بر خلاف رنگ قرمز که نشان دهنده حریف آمریکایی است، از رنگی گرفته شده‌است که نشان دهنده نیروهای ایالات متحده در بازی‌های جنگی است. این توسط ویلیام تریپلت، مشاور سابق کمیته روابط خارجی سنا ابداع شد. او قصد داشت یک واگرایی را توصیف کند که در اصل ناشی از تغییر روابط چین و آمریکا، به ویژه در مورد وضعیت سیاسی تایوان است. پس از اعتراضات میدان تیان‌آن‌من در سال ۱۹۸۹، و در زمینه گسترش اقتصادی چین، نگرانی‌های «تیم آبی» بیشتر و گسترده‌تر شد. آنها نگران جاه طلبی‌های نظامی و دیپلماتیک چین نه تنها در آسیا بلکه در سراسر جهان بودند. آنها نگران سیاست‌های اقتصادی حمایت گرایانه چین بودند. آنها بلافاصله در مورد تمایل بسیاری از افراد در دولت ایالات متحده به سمت اسکان چین، تأثیر بی‌سابقه چین بر اقتصاد ایالات متحده و انتقال سرمایه‌گذاری‌ها و صنایع آمریکایی به چین نگران شدند.
اگرچه در حال حاضر عمدتاً برای جمهوری خواهان اعمال می‌شود، اما این اصطلاح به نگرانی افرادی اشاره دارد که به یک حزب یا دیدگاه واحد وابسته نیستند. بیل کلینتون در سال ۱۹۹۲ علیه سیاست سست جورج هربرت دبلیو بوش در قبال چین مبارزات انتخاباتی انجام داد، اما در زمان ریاست جمهوری، ادغام اقتصادی با اصلاحات دموکراتیک در چین را از هم جدا کرد. اگرچه پلتفرم جمهوری خواهان در سال ۲۰۰۰ از رفتار کلینتون با چین انتقاد کرد، جورج دبلیو بوش به‌طور کامل تفسیر «آبی» از اهداف چین را پذیرفت و سیاست تعامل سازنده کلینتون را نیز معکوس نکرد.

## افراد مرتبط با تفسیر

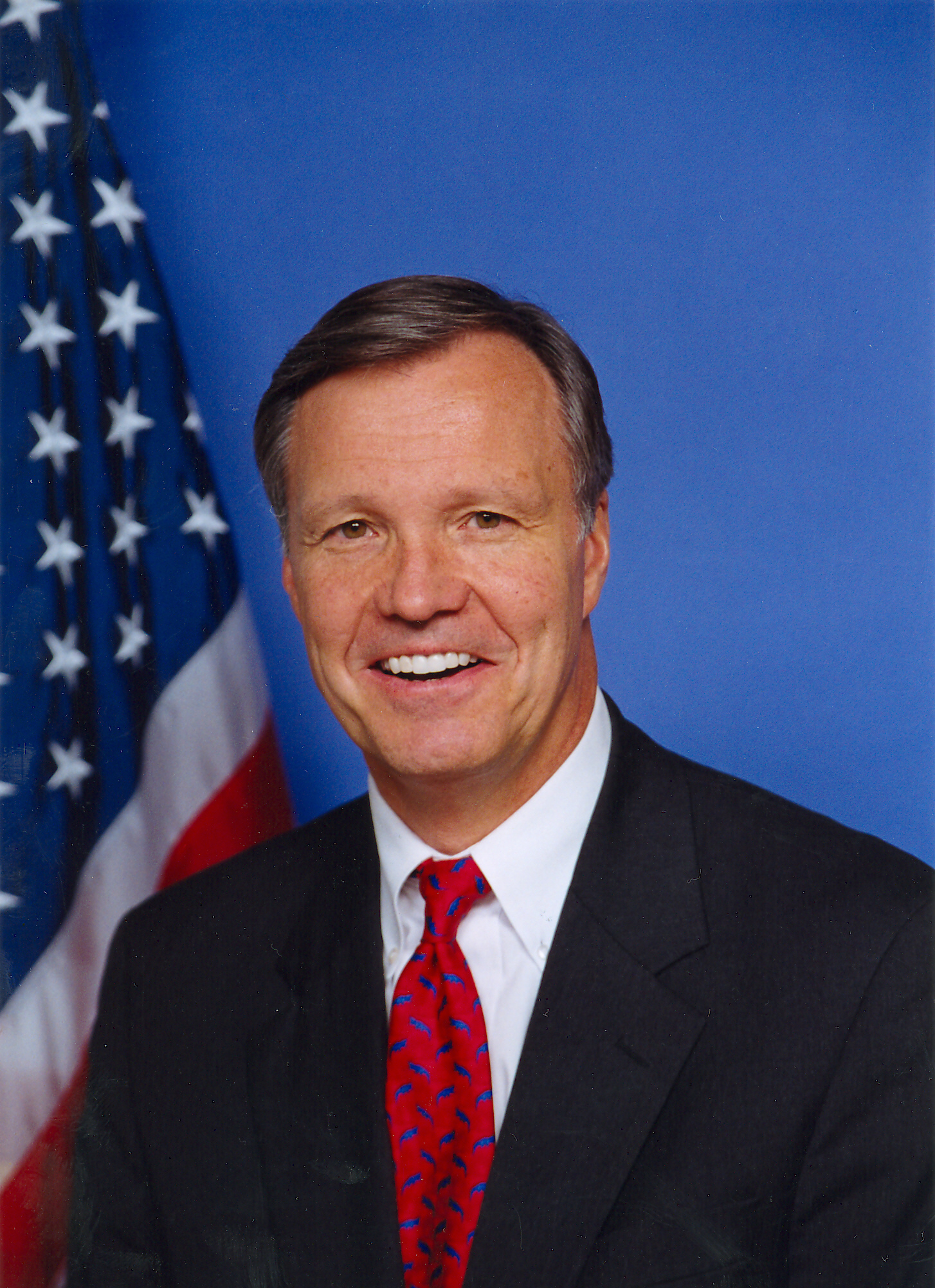
کریستوفر کاکس یک سیاستمدار نیمه برجسته آمریکایی است که یکی از اعضای تیم آبی محسوب می‌شود.

هسته اصلی «تیم آبی» گروهی از دستیاران کنگره بود که در یک گروه مطالعاتی غیررسمی در دهه ۱۹۹۰ با یکدیگر ملاقات کردند. این دستیاران که عمدتاً در پشت صحنه کار می‌کردند، قوانین را به روش‌های ظریف و تدریجی تحت تأثیر قرار دادند. آنها وزارت دفاع را مجبور می‌کردند اطلاعاتی را که در مورد ارتش چین و مسائل حقوق بشری جمع‌آوری کرده بود فاش کند، دست داشتند. شاید بزرگ‌ترین دستاورد آنها تصویب قانون تقویت امنیت تایوان در سال ۲۰۰۰ بود.
به‌طور کلی، اکثر سیاستمداران بلندپایه آمریکایی به اندازه کافی قاطعانه علیه چین صحبت نکرده‌اند که آنها را اعضای تیم آبی خطاب کنند. برخی از سیاستمداران کوچک از نزدیک با این گروه یا ایده‌های آن مرتبط بوده‌اند. از جمله کریستوفر کاکس، رئیس کمیسیونی که گزارش کاکس در مورد جاسوسی چین را تهیه کرده‌است. و گری بائر، که در طول مبارزات انتخاباتی ناموفق خود در سال ۲۰۰۰ برای ریاست جمهوری، به شدت به چین حمله کرد و آن را مورد انتقاد قرار داد.
دولت بوش تا حد زیادی از رویکرد «عمل‌گرایانه» پیروی کرده‌است که از زمان بیانیه شانگهای در روابط خارجی ایالات متحده غالب بوده‌است، که اجازه «تعامل» با چین را می‌دهد. بیش از دولت کلینتون، این کشور مایل بوده که چین را به عنوان یک رقیب استراتژیک ببیند، و «به مراتب مشتاق تر است… با چین با سوء ظن رفتار کند و سیاست‌های سخت گیرانه تری اتخاذ کند.»
با این حال، صدای غالب «تیم» از سال ۲۰۰۱ نه از سوی دولت، بلکه از سوی اندیشکده‌ها و روزنامه نگاران محافظه کار خصوصی می‌آید. ویلیام کریستول، که هفته نامه استاندارد او زمانی جمهوری خلق چین را به عنوان «رژیم بربریت سیستماتیک فر کردن مو» توصیف کرد، بارها خواستار موضع تندتر علیه چین شده‌است. رابرت کاگان، یکی از بنیانگذاران PNAC. بیل گرتز، ستون نویس واشینگتن تایمز، راس اچ. مونرو، دیوید بلومنتال و پیتر ناوارو، همگی به‌طور گسترده در مورد تهدید تصور شده چین نوشته‌اند. کتاب ناوارو ۲۰۱۱ با گرگ اوتری، مرگ توسط چین، الهام گرفته از یک فیلم مستند در سال ۲۰۱۲، به کارگردانی ناوارو و گویندگی مارتین شین.

## باورها
باورهای مرتبط با عقاید «تیم آبی» عمدتاً از نارضایتی از انحراف کلی سیاست خارجی آمریکا به سمت توافق با جمهوری خلق چین ناشی می‌شود. کشتار در میدان تیان‌آن‌من و استفاده بعدی چین از آزمایش موشکی در تلاش برای تأثیرگذاری بر رأی‌دهندگان تایوانی، نگرانی‌ها را در مورد نیات چین تشدید کرد. منتقدان خشن تر چین، کلینتون را به مماشات متهم کردند.
برای برخی از این جهت‌گیری، ارتش چین نقطه کانونی نگرانی است، همان‌طور که برای گروه مطالعاتی کنگره اصلی بود. آنها خاطرنشان می‌کنند که چین نه تنها ارتش و نیروی دریایی خود را مدرن می‌کند، بلکه هزینه‌های واقعی نظامی خود را نیز پنهان می‌کند. آنها ادعا می‌کنند که چین آرزوی تسلط بر منطقه را دارد، مثلاً از طریق ایجاد یک نیروی دریایی آبی آبی، و چنین تسلطی به ناچار منافع ایالات متحده را به خطر می‌اندازد و متحدان دیرینه ژاپن، کره جنوبی و تایوان را تهدید می‌کند. بنابراین اعضای تیم آبی به شدت از تصمیم وزارت بازرگانی مبنی بر اجازه فروش ابررایانه‌ها به چین انتقاد کردند زیرا این رایانه‌ها می‌توانند کاربردهای نظامی داشته باشند.

## نفوذ
با وجود نگرانی برای حفظ وضعیت موجود، استراتژی امنیتی جنگ سرد بر تفاوت ایدئولوژیک بین چین و ایالات متحده تأکید داشت. از آنجا که اتحاد جماهیر شوروی فروپاشید و اقتصاد و ارتش روسیه هنوز در آشفتگی بودند، به نظر برخی ناظران منطقی به نظر می‌رسید که چین به دنبال جایگزینی روسیه به عنوان موازنه اصلی در برابر ایالات متحده باشد.
با این حال، دیدگاه «آبی» با هشدار به افزایش هزینه‌های نظامی چین و تصویب قانون ضد جدایی تایوان در سال ۲۰۰۵ می‌نگرد. این موضوع نگرانی عمده ای برای دونالد رامسفلد، وزیر دفاع ایالات متحده بود، زیرا پنتاگون بارها از عدم شفافیت در توانایی‌ها و نیات نظامی چین شکایت کرده بود. گزارش تهدید اخیر پنتاگون ترس تیم آبی را تقویت کرد و بیان کرد که چین ممکن است در تلاش برای تقویت نظامی با هدف تصرف تایوان و جلوگیری از کمک خارجی از ایالات متحده و/یا ژاپن باشد. در نهایت، اگرچه سیاست ایالات متحده در قبال کره شمالی تا حدی به همکاری چین بستگی دارد، برخی از «شاهین ها» در ایالات متحده به انگیزه‌های چین در مورد آن کشور نیز مشکوک هستند.

## کتابشناسی - فهرست کتب
- (۲۰۰۳). "سیاست بوش ارزش انتظار دارد؟" ساوت چین دیلی پست[نیازمند شفاف‌سازی]. ۲۹ می.
- Buszynski, Leszek (2004).امنیت آسیا و اقیانوسیه: ارزش‌ها و هویت. لندن: روتلج.
- ففر، جان (۲۰۰۳). کره شمالی، کره جنوبی: سیاست ایالات متحده در زمان بحران. تورنتو: هاشیون هاوس.
- فریدمن، ادوارد (۲۰۰۲). "بازتاب آینه در سراسر تنگه تایوان: دیدگاه‌های آمریکا در مورد تهدید چین." تهدید چین: تصورات، افسانه‌ها و واقعیت. هربرت یی و ایان استوری، ویرایش. لندن: روتلج.
- گرتز، بیل (۲۰۰۲). تهدید چین واشینگتن دی سی: انتشارات رگنری.
- گریس، پیتر هیس (۲۰۰۴). ناسیونالیسم جدید چین: غرور، سیاست و دیپلماسی. برکلی: انتشارات دانشگاه کالیفرنیا.
- گورتوف، مل و پیتر ون نس (۲۰۰۴). رویارویی با دکترین بوش: دیدگاه‌های انتقادی از آسیا و اقیانوسیه. لندن: روتلج.
- ایکنبری، جی جی و مایکل ماستاندونو (۲۰۰۳). نظریه روابط بین‌الملل و آسیا و اقیانوسیه. نیویورک: انتشارات دانشگاه کلمبیا.
- جنسن، لیونل و تیموتی وستون (۲۰۰۷). تحولات چین: داستان‌های فراتر از سرفصل‌ها. Lanham, MD: Rowman و Littlefield.
- قیصر، رابرت و استیون مافسون (۲۰۰۰). واشینگتن پست. ۲۲ فوریه.
- رایس، کاندولیزا (۲۰۰۰). " کمپین ۲۰۰۰: ترویج منافع ملی ." امور خارجه ژانویه / فوریه ۲۰۰۰.
- اسکوبل، اندرو (۲۰۰۲). "کره خمیده، چین پنهان: سیاست دولت بوش در قبال پیونگ یانگ و پکن." آسیا سروی ۴2 (2002).
- تیمپرلیک، ادوارد (۱۹۹۸). سال موش. واشینگتن: رگنری پرس.